# Oswald Boelcke

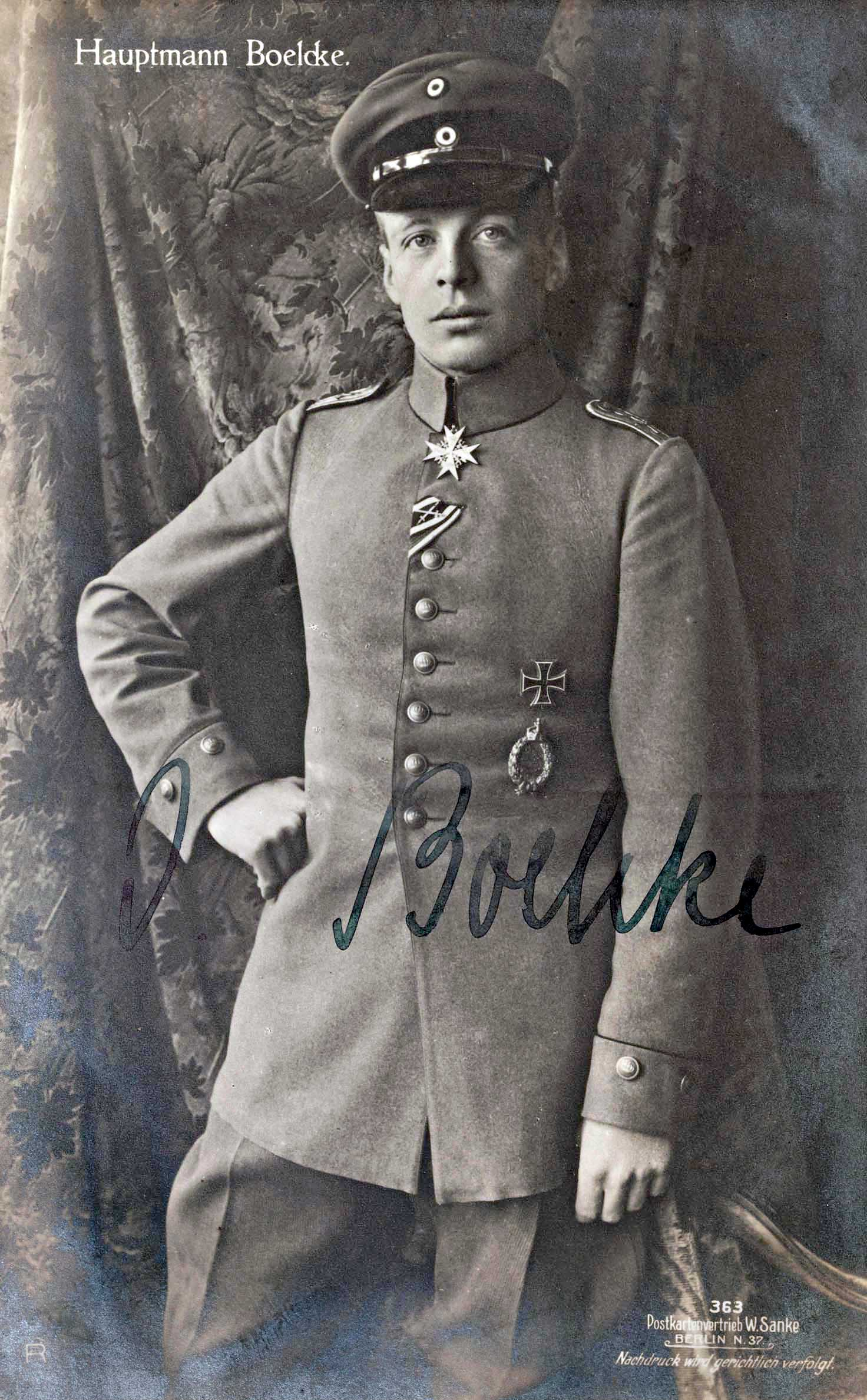
Oswald Boelcke 1916 mit dem Pour le Mérite

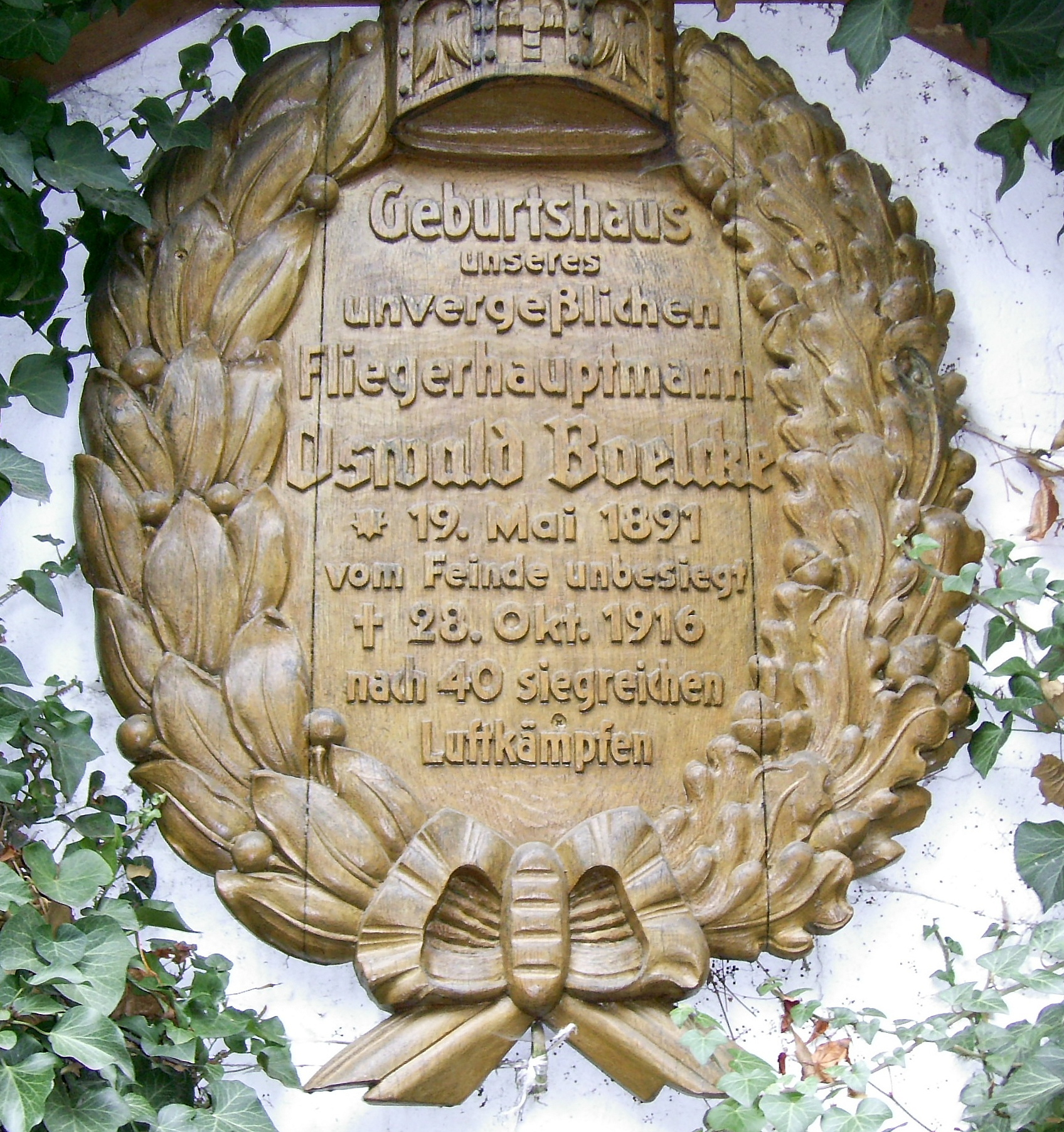
Gedenktafel am Geburtshaus in Giebichenstein, Halle (Saale)

Oswald Boelcke (* 19. Mai 1891 in Giebichenstein, Saalkreis; † 28. Oktober 1916 bei Bapaume, Pas-de-Calais, Frankreich) war einer der bekanntesten deutschen Jagdflieger im Ersten Weltkrieg. Er entwickelte mit den Dicta Boelcke die ersten Einsatzgrundsätze der Luftkampftaktik.

## Familie und Ausbildung
Oswald Boelckes Großvater war Stadtsekretär und Registrator in Brandenburg an der Havel. Der Vater war 1916
„Professor und Seminaroberlehrer“ in Ziebigk bei Dessau-Roßlau. Oswald Boelcke besuchte das Gymnasium in Dessau und stand im Ruf, ein „ausgezeichneter Turner und Freund sportlicher Betätigung“ zu sein. Als sein älterer Bruder Wilhelm die Offizierslaufbahn einschlug, schrieb Oswald heimlich an Kaiser Wilhelm mit der Bitte, ihm ebenfalls den Eintritt in die Militärlaufbahn zu ermöglichen. Dieser „Brief erreichte sein Ziel und gefiel dem Kaiser“, der ihm einen Platz in der Kadettenanstalt anbot. Der Vater allerdings bat darum, dieses Angebot ablehnen zu dürfen, damit sein Sohn das Abitur ablegen könne. Erst im Anschluss daran ging Oswald Boelcke zum Militär. Nach Beginn des Ersten Weltkrieges „machte er seine Fliegerprüfung und führte dann bei der Staffel seines Bruders Wilhelm auf dem westlichen Kriegsschauplatz und mit diesem zusammen längere Zeit Beobachtungsflüge aus. Als die Kampffliegerei aufkam, wandte sich Boelcke dieser Tätigkeit zu.“

## Militärische Laufbahn

### Militärische Ausbildung
Boelcke wuchs in Dessau (damals Herzogtum Anhalt) als Sohn des Gymnasialprofessors Max Boelcke auf, der aus einer eingesessenen Handwerkerfamilie in Brandenburg an der Havel stammte. Nach dem Abitur trat er im Jahr 1911 als Fahnenjunker in das Telegraphen-Bataillon Nr. 3 in Koblenz ein. Nach Abschluss der Offizierausbildung wechselte Oswald Boelcke im Mai 1914 wie vor ihm sein fünf Jahre älterer Bruder Wilhelm Boelcke in die neu gegründete Fliegertruppe. In der Fliegerschule Halberstadt wurde er zum Flugzeugführer ausgebildet.

### Feldflieger
Nach der letzten Flugprüfung am 15. August 1914 wurde Boelcke zur Feldfliegerabteilung 13 versetzt. An der Westfront flog er mit seinem Bruder Wilhelm als Beobachter. Nach Streitigkeiten innerhalb der Einheit ließen sich die Brüder nicht mehr gemeinsam einsetzen. Oswald Boelcke kam im April 1915 zur neu aufgestellten Feldfliegerabteilung 62. Die Abteilung wurde kurz darauf nach Douai (Frankreich) verlegt.
Am 4. Juli 1915 erreichte Boelcke seinen ersten Luftsieg. Den eigentlichen Abschuss erzielte der Flugbeobachter von Wühlisch, da in dieser frühen Phase des Luftkriegs die Flugzeugführer noch keine Waffen bedienten. Dieser erste Luftsieg in einem gezielten Jagdeinsatz förderte die militärische Idee, Einheiten mit Jagdflugzeugen eigens für den Kampf gegen feindliche Flugzeuge zu etablieren.

### Jagdflieger
Boelckes ersten Luftsieg als Flugzeugführer erzielte er am 19. September 1915. Bereits am 12. Januar 1916 wurde er zusammen mit dem sächsischen Oberleutnant Max Immelmann für den jeweils achten Luftsieg von Kaiser Wilhelm II. mit der höchsten preußischen Tapferkeitsauszeichnung, dem Orden Pour le Mérite, ausgezeichnet. Beide waren die ersten Angehörigen der Fliegertruppe, die diesen Orden erhielten.
Überliefert ist aus dieser Zeit eine Geschichte vom 28. August 1915. Boelcke rettete einem französischen Jungen, der in einen Kanal gefallen war, das Leben. Er sprang in den Kanal und holte den Jungen aus dem Wasser. Dafür erhielt er die preußische Rettungsmedaille am Band, die er später stolz neben seinen anderen Auszeichnungen getragen hat.
Im März 1916 wurde Boelcke Führer einer Gruppe von sechs Jagdfliegern bei der neu aufgestellten Fliegerstaffel Sivry. Zu diesem Zeitpunkt beherrschten Immelmann und Boelcke den Luftkrieg und trugen einen Wettkampf um die meisten Luftsiege aus. Am 21. März errang Boelckes seinen 13. Luftsieg. Ein Kamerad, der Zeuge des Luftkampfes war, berichtete:

„Der Kampf begann. Boelcke schoß, die Linke am Steuer, die Rechte am Maschinengewehr, was das Rohr hielt, und dabei mit der Ruhe und Sicherheit des Meisters. Der Franzmann erwiderte nur sekundenlang. Dann geriet er ins Wanken. Entsetzen lähmte plötzlich all die Tausende, die Zuschauer des Kampfes waren. Boelcke hatte den Benzintank seines Gegners getroffen, der gefährliche Stoff geriet in Brand und im Augenblick sah man nichts als ein loderndes Feuerbündel hoch in der Luft. Ein jäher Absturz folgte. Die Insassen des Flugzeuges lösten sich aus dem Apparat und sausten zur Erde nieder. Das Flugzeug folgte ihnen, an den Holzverstrebungen noch Halt findend, langsam schaukelnd nach.“

Nach dem Unfalltod Immelmanns am 18. Juni 1916 erhielt Boelcke Flugverbot, da man sein Wissen im Bereich der Jagdfliegerei für zu wertvoll hielt. Zu diesem Zeitpunkt hatte er 19 anerkannte Luftsiege erzielt.

### Ausbilder

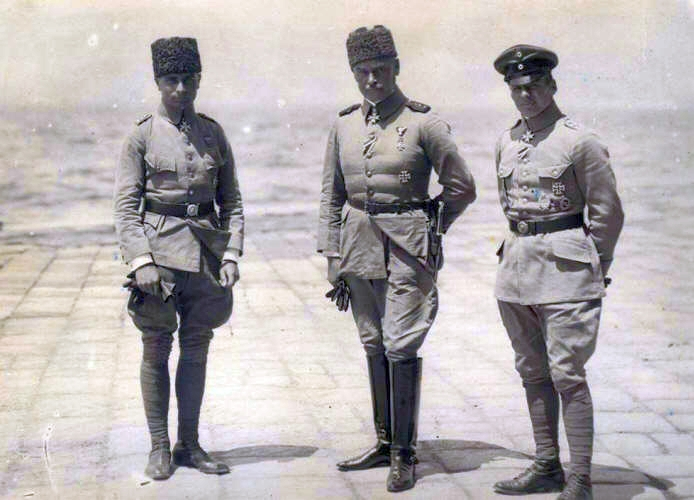
An der Gallipolifront

Boelcke wurde zu einer Inspektionsreise auf den Balkan entsandt. Auf der Reise hatte er Kontakt zu Enver Pascha, Generalfeldmarschall Paul von Hindenburg, Erich Ludendorff, Generalfeldmarschall August von Mackensen, Generalfeldmarschall Franz Conrad und Kaiser Wilhelm II. Die Tatsache, dass er als rangniedriger Offizier mit führenden militärischen und staatlichen Personen der Mittelmächte sprach, illustriert Boelckes enormen Bekanntheitsgrad und die hohe allgemeine Aufmerksamkeit für den Luftkrieg.
Nach der von ihm angeregten Reorganisation der deutschen Luftstreitkräfte wurde Boelcke, inzwischen zum Hauptmann befördert, zum Kommandeur der am 10. August 1916 aufgestellten Jagdstaffel 2 ernannt. Er erhielt die Möglichkeit, sich die Piloten selbst auszusuchen. Während eines Besuches bei seinem Bruder Wilhelm im russischen Kowel wählte er unter den Flugzeugführern des Kampfgeschwaders 2 die Leutnants Manfred von Richthofen und Erwin Böhme sowie den Vizefeldwebel Hans Reimann aus.
Anfang September 1916 begann Boelcke, seine Schüler im Einsitzerkampf auszubilden. Angesichts der Neuartigkeit des gezielten Luftkampfs entwickelte er erste Einsatzgrundsätze für diese Kriegsart, insbesondere das Fliegen in engen Formationen. Seine in den sogenannten Dicta Boelcke festgehaltenen Regeln gehörten über viele Jahrzehnte zu den theoretischen Grundlagen des Luftkriegs. In der kurzen Zeit als Führer der Jagdstaffel war Boelcke sehr erfolgreich. Von Anfang September bis Ende Oktober 1916 schoss er 20 gegnerische Flugzeuge ab und stand mit insgesamt 40 anerkannten Luftsiegen an der Spitze aller Jagdflieger.
Am 28. Oktober 1916 touchierte während eines Luftkampfes seine Maschine die seines Kameraden Erwin Böhme. Dabei wurde eine Tragfläche Boelckes beschädigt. Er konnte die zu Boden trudelnde Maschine nicht mehr abfangen und wurde beim Aufprall getötet.

## Nachleben
Boelcke wurde in einem Staatsbegräbnis unter großer öffentlicher Aufmerksamkeit auf dem Ehrenfriedhof der Stadt Dessau-Roßlau beerdigt. Noch heute ist sein großes Grabmal, 1921 als gemeinsames Werk des Architekten Albin Müller und des Bildhauers Walther Kieser entstanden, dort zu besichtigen.
Kurz nach seinem Tod erschien noch 1916 die hagiografische Biographie Boelcke – Deutschlands Fliegerheld von Rudolf Oskar Gottschalk.

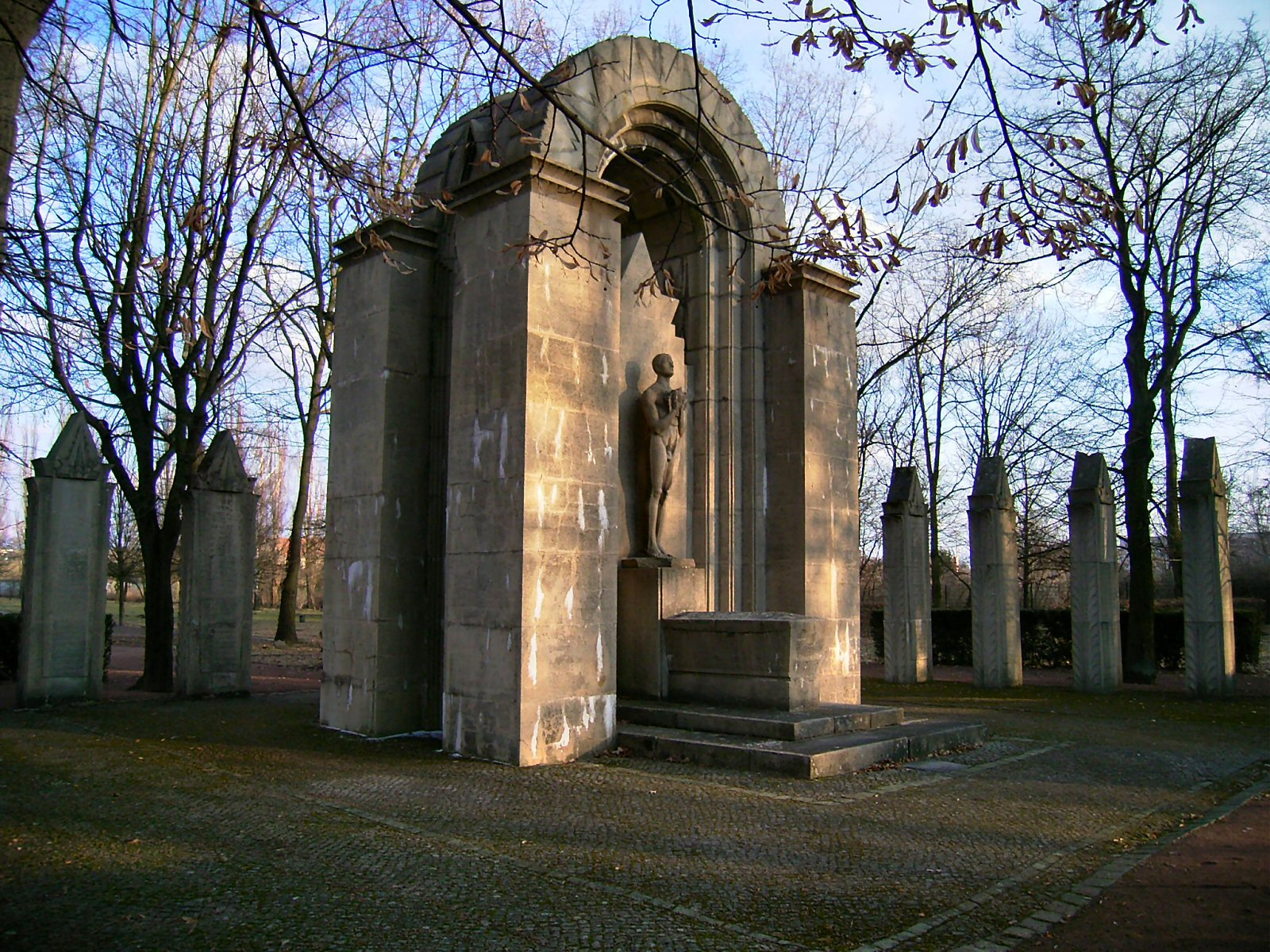
Das Boelcke-Grabmal auf dem Ehrenfriedhof der Stadt Dessau-Roßlau

Boelckes Verdienste liegen in der Entwicklung der Einsatzgrundsätze der modernen Jagdfliegerei und Pilotenausbildung. Seine Dicta Boelcke, Regeln für den Luftkampf, gelten auch heute noch.

## Militärische Auszeichnungen

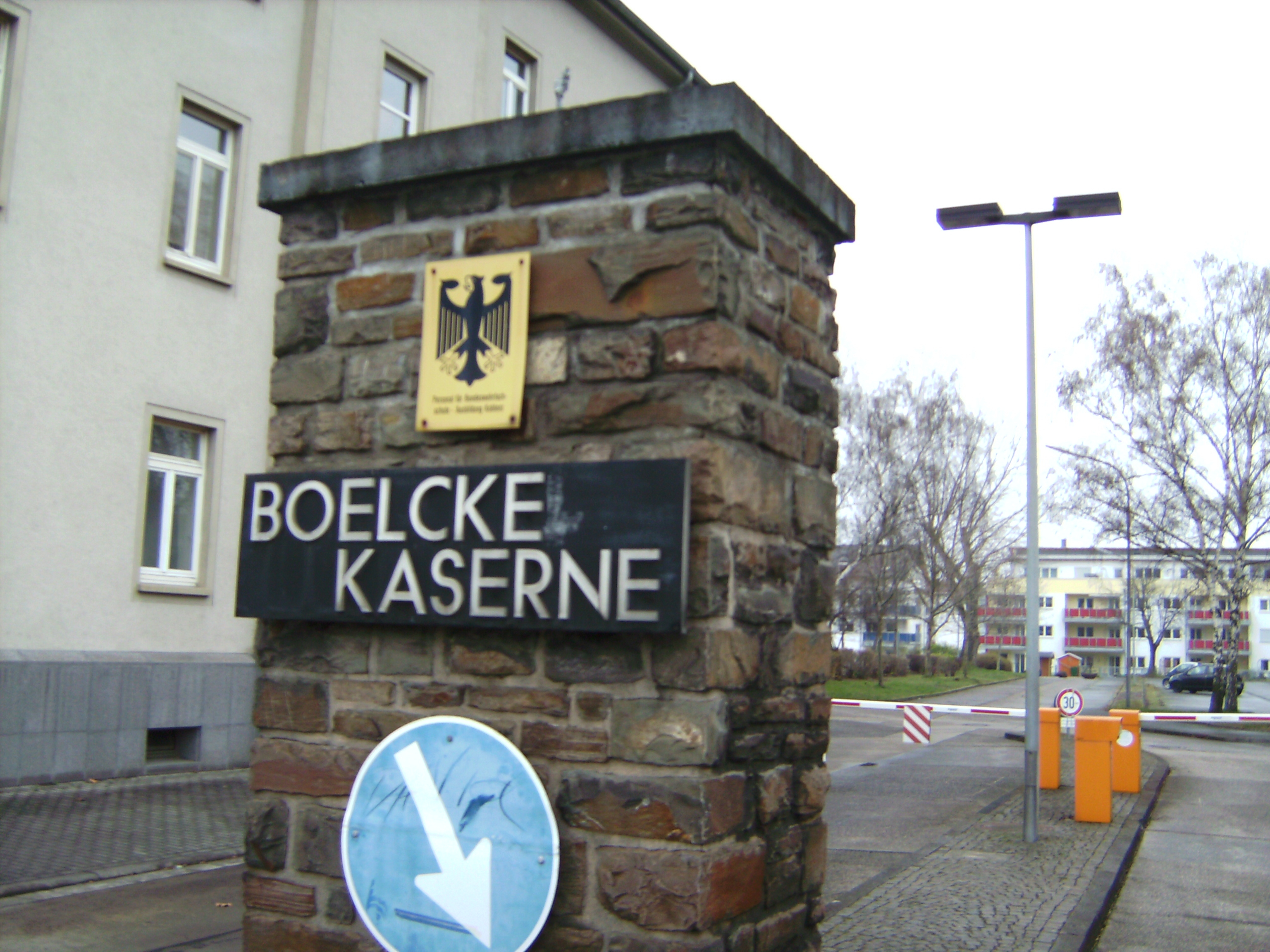
Boelcke-Kaserne in Koblenz

- Eisernes Kreuz (1914) II. und I. Klasse
- Friedrich-Kreuz am 31. Januar 1915
- Ritterkreuz des Königlichen Hausordens von Hohenzollern mit Schwertern am 3. November 1915
- Hausorden Albrechts des Bären Ritterkreuz II. Klasse mit Schwertern (Silber) und I. Klasse (Gold)
- Militärverdienstorden (Bayern) IV. Klasse mit Schwertern am 13. November 1915
- Rettungsmedaille am Band (Preußen) am 30. November 1915
- Ehrenbecher für den Sieger im Luftkampf am 24. Dezember 1915
- Pour le Mérite am 12. Januar 1916
- Eiserner Halbmond[5] am 23. Juli 1916
- Herzoglich Sachsen-Ernestinischer Hausorden Ritterkreuz I. Klasse mit Schwertern[5] am 31. Juli 1916
- Militärorden für Tapferkeit IV. Klasse am 9. August 1916
- Orden der Eisernen Krone III. Klasse mit der Kriegsdekoration am 29. Oktober 1916

## Namensgebung

Wappen TaktLwG 31 „B“

- Unmittelbar nach Boelckes Tod wurde die von ihm kommandierte Einheit in „Jagdstaffel Boelcke“ umbenannt.
- Die Kaiserliche Marine benannte nach ihm das Vorpostenboot Boelcke.
- In Brandenburg an der Havel gab es von 1934 bis 1945 den „Oswald-Boelcke-Platz“ (heute Alfred-Messel-Platz).
- Als 1935 im Nationalsozialismus eine eigenständige Luftwaffe unter Hermann Göring aufgestellt wurde, wurden die ersten Geschwader auf Befehl Adolf Hitlers nach Max Immelmann, Manfred von Richthofen und Oswald Boelcke benannt. So sollte eine Traditionslinie von der Fliegertruppe des Ersten Weltkrieges zur nationalsozialistischen Luftwaffe konstruiert werden. Siehe Kampfgeschwader 154 „Boelcke“ und Kampfgeschwader 27 „Boelcke“.
- in Königsberg erhielt eine Kaserne den Namen Boelcke-Kaserne[6]
- Im „Fliegerviertel“ in Berlin-Tempelhof – an den damaligen Flugplatz angrenzend – ist seit 1936 die Boelckestraße nach ihm benannt.[7]
- Die Kaserne in Koblenz, in der Boelcke 1911 seinen Militärdienst begann, wurde von den Nationalsozialisten 1938 ebenfalls in Boelcke-Kaserne umbenannt. Die Kaserne wurde inzwischen bis auf ein Gebäude abgerissen.
- Von 1934 bis Mitte der 1990er Jahre existierte in Ulm ebenfalls eine Boelcke-Kaserne.[8]
- Die mehrfach umbenannte Delmetal-Kaserne in Delmenhorst hieß bis 1966 Boelcke-Kaserne.[9]
- Die Luftwaffe benannte 1942 eines ihrer Flugsicherungsschiffe Boelcke.
- Die Luftwaffe der Bundeswehr hat mit dem Taktischen Luftwaffengeschwader 31 „Boelcke“ in Nörvenich eine Einheit nach ihm benannt.
- Auf Initiative des „Boelcke“-Geschwaders hin komponierte Stabsfeldwebel Guido Rennert anlässlich des 100. Todestages den Oswald-Boelcke-Marsch.[10]
- In Kiel-Holtenau ist die Boelckestraße am Flugplatz nach ihm benannt.[11]
- In Mainz-Kastel wurde eine Hauptverkehrsstraße nach ihm „Boelckestraße“ benannt.
- Die Boelckestraße in der Nähe des früheren Würzburger Fliegerhorstes wurde nach 1945 in Am Galgenberg umbenannt.
- In Nörvenich gibt es seit vielen Jahren eine Boelckestraße. Im Juni 2012 wurde die Zufahrt zum Fliegerhorst Nörvenich Oswald-Boelcke-Allee benannt.
- In Freiburg im Breisgau ist eine Straße im sogenannten Heldenviertel (Unterwiehre) nach Boelcke benannt.
- In Münster gibt es einen Boelckeweg in der Nähe des ehemaligen Flughafens Münster / Loddenheide.
- In Langenhagen (bei Hannover) existierte bis 1992 ebenfalls eine Boelcke-Kaserne. Dort war bis 1992 das Flugabwehrregiment 1 beheimatet.
- In Lage gibt es eine Wohnstraße namens Boelckestraße, während die Straßen im selben Stadtviertel zum überwiegenden Teil nach klassischen Komponisten benannt sind.
- Die Boelcke-Kaserne war eine 1936 errichtete Kaserne der Luftwaffe mit großen Hangars im südöstlichen Nordhausen. Der Standort wurde unter der Bezeichnung „KZ-Außenlager Boelcke-Kaserne“ vom 8. Januar 1945 bis zum 11. April 1945 als Außenlager des KZ Mittelbau für männliche KZ-Häftlinge genutzt.[12]
- In Osnabrück gibt es einen Boelckeweg. Außerdem sind in dem Wohnviertel Straßen nach Berthold, Immelmann, Richthofen und Tiling benannt.
- In Stade (Niedersachsen) gibt es bis heute (2022) eine Boelckestraße.
- In Rendsburg existiert bis heute eine Boelckestraße. Ebenfalls im Viertel vertreten sind Straßen für Richthofen, Hirth, Lilienthal, Immelmann, Graf Zeppelin sowie Preuß.
- In Wildeshausen finden sich in der Umgebung der Boelckestraße noch die Namen der Luftpioniere Immelmann, Richthofen, Lilienthal, Heinkel, Junkers, Zeppelin und Oberth.
- Im sogenannten Fliegerviertel in Landau in der Pfalz gibt es neben der Boelckestraße weitere Straßen, die nach den deutschen Fliegern und Luftfahrtpionieren Richthofen, Eckener, Immelmann und Graf Zeppelin benannt wurden.
- In Wunstorf wurden für Angehörige der Reichsluftwaffe auf dem Fliegerhorst Wunstorf in der Oswald-Boelcke-Straße zwei Wohnblocks errichtet.